# Koelnmesse
La fiera di Colonia, o Koelnmesse GmbH, è il nome di uno spazio espositivo e fieristico situato a Colonia, in Germania. Con circa 80 esposizioni fieristiche e 2000 conferenze dedicate a molteplici settori economici ed industriali, ne fanno una delle più importanti fiere in Germania.
Un'altra fiera molto famosa di koelnmesse è quella di Milano.
A Milano ci sono  varie persone famose.

## Lista delle manifestazioni fieristiche
| Evento                             | Settore                                      | Frequenza | Periodo   |
| ---------------------------------- | -------------------------------------------- | --------- | --------- |
| Anuga Food Fair                    | Cibo e bevande                               |           |           |
| Anuga FoodTec                      | Cibo e bevande                               |           |           |
| Art Cologne                        | Arte                                         |           |           |
| Dmexco                             | Industria digitale                           |           |           |
| EuVend                             | Vending industry                             |           |           |
| Gamescom                           | Videogiochi                                  |           |           |
| Imm Cologne                        | Mobili e complementi d'arredo                | Annuale   | Gennaio   |
| Intermot                           | Motociclismo e ciclismo                      |           |           |
| Internationale Süßwarenmesse (ISM) | Confetteria                                  |           |           |
| Kind + Jugend                      | Mobili e complementi d'arredo per l'infanzia | Annuale   | Settembre |
| Photokina                          | Fotografia                                   | biennale  | settembre |

## Aziende sussidiarie
| KölnKongress GmbH                      | Colonia        | Germania    | www.koelnkongress.de     |
| Koelnmesse Ausstellungen GmbH          | Colonia        | Germania    | www.koelnmesse.com       |
| Koelnmesse Pte. Ltd.                   | Singapore      | Singapore   | www.koelnmesse.com.sg    |
| Koelnmesse Inc.                        | Chicago        | Stati Uniti | www.koelnmessenafta.com  |
| Koelnmesse Co. Ltd.                    | Pechino        | Cina        | www.koelnmesse.cn        |
| Koelnmesse Ltd.                        | Hong Kong      | Hong Kong   | www.koelnmesse.cn        |
| Koelnmesse S.r.l.                      | Milan          | Italia      | www.koelnmesse.it        |
| Koelnmesse Co. Ltd.                    | Tokyo          | Giappone    | www.koelnmesse.jp        |
| Koelnmesse YA Tradefair Pvt. Ltd.      | Mumbai         | India       | www.koelnmesse-india.com |
| Koelnmesse Co., Ltd.                   | Bangkok        | Thailandia  | www.koelnmesse.com       |
| Koelnmesse Organização de Feiras Ltda. | Rio de Janeiro | Brasile     | www.koelnmesse.com       |